# Pohár mistrů evropských zemí 1966/1967
Sezóna 1966/67 byla 12. ročníkem Poháru mistrů evropských zemí. Jejím vítězem se stal skotský klub Celtic Glasgow, který získal svůj první (a zatím jediný) titul v historii.

## Předkolo
| Domácí v 1. zápase | Celkem | Hosté v 1. zápase | 1. zápas | 2. zápas |
| ------------------ | ------ | ----------------- | -------- | -------- |
| Sliema Wanderers   | 1–6    | PFK CSKA Sofia    | 1–2      | 0–4      |
| Waterford          | 1–12   | Vorwärts Berlin   | 1–6      | 0–6      |

## První kolo
| Domácí v 1. zápase       | Celkem | Hosté v 1. zápase     | 1. zápas | 2. zápas |
| ------------------------ | ------ | --------------------- | -------- | -------- |
| Malmö FF                 | 1–5    | Atlético Madrid       | 0–2      | 1–3      |
| FC Admira Wacker Mödling | 0–1    | FK Vojvodina Novi Sad | 0–1      | 0–0      |
| KR                       | 4–8    | FC Nantes             | 2–3      | 2-5      |
| Celtic Glasgow           | 5–0    | FC Zürich             | 2–0      | 3–0      |
| Ajax Amsterdam           | 4–1    | Beşiktaş JK           | 2–0      | 2–1      |
| Liverpool FC             | 3–31   | Petrolul Ploieşti     | 2–0      | 1–3      |
| Esbjerg fB               | 0–6    | Dukla Praha           | 0–2      | 0–4      |
| FC Haka                  | 1–12   | Anderlecht Brusel     | 1–10     | 0–2      |
| Inter Milán              | 1–0    | FK Torpedo Moskva     | 1–0      | 0–0      |
| Vasas Budapešť           | 7–0    | Sporting Lisabon      | 5–0      | 2–0      |
| Mnichov 1860             | 10–1   | AC Omonia             | 8–0      | 2–1      |
| Vålerenga IF             | kont.  | 17 Nëntori Tirana     | -        | -        |
| FC Aris Bonnevoie        | 4–9    | Linfield              | 3–3      | 1–6      |
| PFK CSKA Sofia           | 3–2    | Olympiakos Pireus     | 3–1      | 0–1      |
| Górnik Zábřeh            | 3–32   | Vorwärts Berlin       | 2–1      | 1–2      |

1 Liverpool porazil Petrolul Ploieşti 2:0 v rozhodujícím zápase na neutrální půdě.
2 Górnik Zabrze porazil Vorwärts Berlin 3:1 v rozhodujícím zápase na neutrální půdě.

## Druhé kolo
| Domácí v 1. zápase    | Celkem | Hosté v 1. zápase | 1. zápas | 2. zápas |
| --------------------- | ------ | ----------------- | -------- | -------- |
| FK Vojvodina Novi Sad | 3–31   | Atlético Madrid   | 3–1      | 0–2      |
| FC Nantes             | 2–6    | Celtic Glasgow    | 1–3      | 1–3      |
| Ajax Amsterdam        | 7–3    | Liverpool FC      | 5–1      | 2–2      |
| Dukla Praha           | 6–2    | Anderlecht Brusel | 4–1      | 2–1      |
| Inter Milán           | 4–1    | Vasas Budapešť    | 2–1      | 2–0      |
| Mnichov 1860          | 2–3    | Real Madrid       | 1–0      | 1–3      |
| Vålerenga IF          | 2–5    | Linfield          | 1–4      | 1–1      |
| PFK CSKA Sofia        | 4–3    | Górnik Zábřeh     | 4–0      | 0–3      |

1 Vojvodina porazila Atlético Madrid 3:2 v rozhodujícím zápase na neutrální půdě.

## Čtvrtfinále
| Domácí v 1. zápase    | Celkem | Hosté v 1. zápase | 1. zápas | 2. zápas |
| --------------------- | ------ | ----------------- | -------- | -------- |
| FK Vojvodina Novi Sad | 1–2    | Celtic Glasgow    | 1–0      | 0–2      |
| Ajax Amsterdam        | 2–3    | Dukla Praha       | 1–1      | 1–2      |
| Inter Milán           | 3–0    | Real Madrid       | 1–0      | 2–0      |
| Linfield              | 2–3    | PFK CSKA Sofia    | 2–2      | 0–1      |

## Semifinále
| Domácí v 1. zápase | Celkem | Hosté v 1. zápase | 1. zápas | 2. zápas |
| ------------------ | ------ | ----------------- | -------- | -------- |
| Celtic Glasgow     | 3–1    | Dukla Praha       | 3–1      | 0–0      |
| Inter Milán        | 2–21   | PFK CSKA Sofia    | 1–1      | 1–1      |

1Inter Milán porazil tým PFK CSKA Sofia 1:0 v rozhodujícím zápase na neutrální půdě.

## Finále
| 25. května 1967                       |        |                          |                                                                           |
| Celtic Glasgow                        | 2 – 1  | Inter Milán              | Estádio Nacional, Lisabon diváci: 45 000 rozhodčí: Kurt Tschenscher (NSR) |
| Tommy Gemmell 62' Stevie Chalmers 85' | Report | Sandro Mazzola 7' (pen.) | Estádio Nacional, Lisabon diváci: 45 000 rozhodčí: Kurt Tschenscher (NSR) |

## Vítěz
| Pohár mistrů evropských zemí 1966/67 Celtic Glasgow (1. titul) Ronnie Simpson, Jim Craig, Billy McNeill , Tommy Gemmell, Bobby Murdoch, John Clark, Jimmy Johnstone, William Wallace, Stevie Chalmers, Bertie Auld, Bobby Lennox Trenér: Jock Stein |